# Sar'eyn
Sar'eyn (farsi سرعین) è una città della provincia di Ardabil, in Iran. È il capoluogo dello shahrestān di Sar'eyn. La zona è ricca di sorgenti calde e acque sulfuree per la vicinanza del monte Sabalan, un vulcano inattivo. La lingua più diffusa è l'azero e la parola Sarein in azero significa "sorgente".